# Круг (фильм, 2001)
«Круг» (англ. Circuit) — фильм американского сценариста и режиссёра Дирка Шафера.

## Сюжет
Джон Вебстер — гей, живущий и работающий в полиции в небольшом городке штата Иллинойс. Однажды его напарник-гомофоб попытался учинить расправу над гомосексуалом, но Джон этому помешал. Герой понимает, что на Среднем западе у него нет будущего, и поэтому переезжает в Лос-Анджелес. Мускулистый, спортивный и привлекательный, вскоре он быстро становится популярным в гей-тусовке Западного Голливуда, где молодость и красота всегда в цене. Город поразил героя яркими разноцветными огнями. Но Джон медленно опускается в омут, в котором молодые и привлекательные геи укорачивают свою жизнь наркотиками, алкоголем, беспорядочным и незащищённым сексом под электронную техно-поп музыку дискотек. В Лос-Анджелесе Джон находит новых друзей, самый яркий из которых красавчик-хастлер Гектор Рэй. Злоупотребление психоактивными веществами в конечном счете деформирует личности героев и разрушает их дружеские отношения. Гектор вскоре погибает от передозировки наркотиков. Джон остаётся наедине со своей неприкаяностью и токсиконаркоманией.

## В ролях
| Актёр                | Роль    |
| -------------------- | ------- |
| Джонатан Уэйд-Драхос | Джон    |
| Андре Каббази        | Гектор  |
| Брайан Лэйн Грин     | Гилл    |
| Кирстен Уоррен       | Нина    |
| Дж.М.Дж. Буллок      | Марк    |
| Дэррил Стефенс       | Джулиан |
| Нэнси Аллен          | Луиза   |

## Интересные факты
- У Гектора существует реальный прототип: молодой мужчина, которого режиссёр Дирк Шафер знал лично и который  в тридцать лет покончил жизнь самоубийством, так как не смог смириться с мыслью о том, что его красота и молодость уходят безвозвратно.[1]
- История с парнем, который упал на танцполе от передозировки наркотиков, также произошла в реальной жизни с другом режиссёра.[1]

## Критика
Фильм получил многочисленные отзывы критиков, с перевесом в сторону отрицательных. Картину критиковали за нудность и чрезмерную затянутость сюжета, злоупотребление голой мужской натурой и слишком откровенным изображением гомосексуальных отношений, называя мыльной оперой для геев. В положительных отзывах фильм чаще всего хвалили за удачное и качественное воспроизведение на экране субкультуры того времени. Критический подход в описании этой самой субкультуры сравнивали с аналогичным в романе «Гомики» Ларри Крамера.